# Žabnica, Brezovica
Žabnica je naselje v Občini Brezovica. Ustanovljeno je bilo leta 1987 iz dela ozemlja naselja Plešivica. Leta 2015 je imelo 343 prebivalcev.